# O’Reilly Island
O’Reilly Island ist eine unbewohnte Insel in der Kitikmeot-Region des kanadischen Territoriums Nunavut.

## Geographie
O’Reilly Island ist die größte der zahlreichen Inseln im Queen Maud Gulf, die der Klutschak- und der Adelaide-Halbinsel unmittelbar westlich vorgelagert sind. Die Insel ist flach und von zahlreichen Seen durchsetzt. Bei einer Länge von 12 km in Nord-Süd-Richtung und einer Breite von bis zu 5 km besitzt sie eine Fläche von 34,6 km².

## Geschichte
Im September 2014 wurde westlich von O’Reilly Island in nur elf Meter Tiefe das Wrack der Erebus gefunden, eines der beiden Schiffe der Franklin-Expedition.